# Salizzole
Salizzole (Salissól, o Sanizól, in veneto) è un comune italiano di 3 809 abitanti della provincia di Verona in Veneto.

## Geografia fisica
Salizzole dista circa 25 chilometri da Verona ed altrettanti da Legnago. Una parte del suo abitato è contigua con l'abitato di Bovolone. Rispetto al capoluogo di provincia è in posizione sud. Ha tre frazioni, Bionde, Engazzà e Valmorsel, che si sviluppano nella parte meridionale del territorio comunale e distano circa 4 km dal capoluogo. Il corso d'acqua principale è il Tregnon che, come altri fiumi della zona, è affluente del Tartaro

## Origini del nome
L'ipotesi più accreditata sull'origine del nome di Salizzole è quella che fa derivare il toponimo dalla pianta del salice (latino salix). Questo arbusto doveva ricoprire il territorio dove oggi sorge la città, fra paludi ed altri tipi di vegetazione.
La fonte viene considerata la più valida in quanto anche altri paesi della bassa Veronese fanno derivare il proprio toponimo dal nome di alberi o piante presenti nella zona.

## Storia
Il primo insediamento nella zona si ha a partire dall'età del bronzo. Importanti costruzioni sono tuttora visibili a testimonianza di un passato ricco di storia e di avvenimenti. La storia di Salizzole rimane tuttavia legata e quindi dipendente da quella di Verona.
Il 29 dicembre e il 30 dicembre 2020 una serie di terremoti (il più forte con una magnitudo locale di  4.4) ha avuto epicentro a pochi chilometri dall'abitato senza provocare danni a persone o cose.

### Simboli
Lo stemma del Comune di Salizzole è un'arma parlante ed è stato concesso con il decreto del presidente della Repubblica del 21 marzo 1997.
(D.P.R. 21 marzo 1997)

## Monumenti e luoghi d'interesse

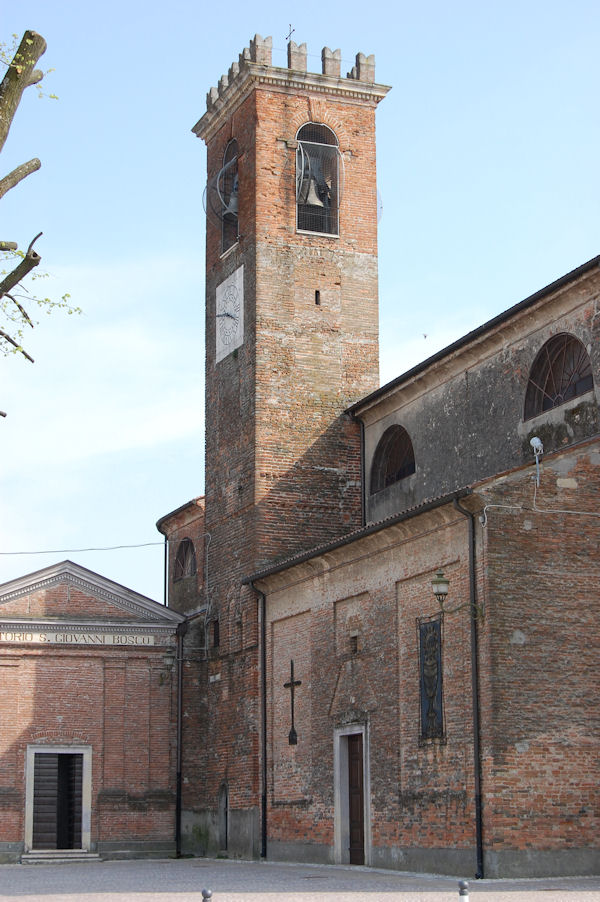
Facciata destra della Chiesa di San Martino

### Edifici religiosi
- Chiesa di San Martino Vescovo - XVI secolo
- Chiesa di Santa Caterina d'Alessandria - XV secolo (Bionde)
- Chiesa di Santa Maria Assunta - XV secolo (Engazzà)
- Chiesa di Santa Maria Assunta e San Rocco - 1951 (Valmorsel)

La chiesa è stata costruita attorno al 1951 per volontà degli abitanti della frazione che dovettero cercare fondi (soprattutto uova, farina) per l'acquisto di materiale edile che sarebbero serviti per erigerla. Per questo è soprannominata "la chiesetta impastata di uova". La struttura è molto semplice e povera. La facciata presenta un piccolo rosone e solo una piccola porta fa accedere dentro l'edificio sacro dove è presente un'unica navata. Non presenta alcuna forma di campanile. All'interno si trova un altare in marmo della Valpolicella che sorregge una statua in legno raffigurante la Madonna. È inoltre presente una statua, sempre di legno dedicata al Santo patrono (San Rocco) che è stata prelevata all'epoca della costruzione della chiesa, da un capitello di Valmorsel. La chiesa a partire dagli anni ottanta è stata dichiarata inagibile e quindi chiusa. Solo verso la fine degli anni novanta è iniziato il restauro e la messa in sicurezza, incentivati da imprenditori locali ed enti pubblici facendo sì che il piccolo e umile tempietto di San Rocco è stato finalmente riaperto nel 2005.

### Edifici civili
- Corte Busa - XV secolo
- Villa Sagramoso-Campostrini-Malafatti - XVI secolo
- Villa Zanetti - XVI secolo
- Villa Franceschini - XVI secolo
- Villa Pullè - XVII secolo

### Edifici militari
- Castello di Salizzole - XII secolo

La struttura architettonica comprende due torri di età diversa unite da un corpo centrale. La torre occidentale, merlata, risale al XII secolo; quella orientale con l'adiacente portale d'ingresso è da attribuire da un intervento di Alberto I della Scala, risalente alla fine del XIII secolo. Fu la dimora della famiglia della madre di Cangrande della Scala: Donna Verde dei conti di Salizzole. Attualmente il Castello Scaligero è sede della Biblioteca Comunale di Salizzole e dell'Associazione Anziani "Il Sole". Nel castello si trova anche la Sala Civica, ricavata da un'ala restaurata di recente.

## Società

### Evoluzione demografica
Abitanti censiti

### Etnie e minoranze straniere
Al 31 dicembre 2015 gli stranieri residenti nel comune di Salizzole erano 264 e costituivano il 6,99% della popolazione. Le nazionalità maggiormente rappresentate in base alla loro percentuale sul totale della popolazione residente erano:
1. Romania, 113 (2,99%)
2. Marocco, 58 (1,53%)
3. India, 37 (0,98%)

## Cultura

### Appuntamenti
- Sagra di S. Eurosia

Sagra di paese e mostra dell'Artigianato, in Piazza Castello a Salizzole il primo fine settimana di giugno.

## Economia
Fa parte dell'area di produzione del Riso Vialone Nano Veronese che viene coltivato su terreni della pianura veronese irrigati con acqua di risorgiva.
Fa inoltre parte della zona di produzione del Mobile d'Arte assieme ad altri pochi comuni limitrofi.

## Amministrazione
| Periodo      | Periodo     | Primo cittadino   | Partito                             | Carica  | Note   |
| ------------ | ----------- | ----------------- | ----------------------------------- | ------- | ------ |
| ottobre 1985 | giugno 1990 | Graziano Dusi     | Democrazia Cristiana                | Sindaco | [ 10 ] |
| giugno 1990  | aprile 1995 | Bruno Meneghelli  | Democrazia Cristiana                | Sindaco | [ 11 ] |
| aprile 1995  | giugno 1999 | Luciana Marocchio | Lista civica                        | Sindaco | [ 12 ] |
| giugno 1999  | giugno 2004 | Angelo Campi      | Lista civica                        | Sindaco | [ 13 ] |
| giugno 2004  | giugno 2009 | Angelo Campi      | Lista civica                        | Sindaco | [ 14 ] |
| giugno 2009  | maggio 2014 | Mirko Corrà       | Lista civica "Orizzonti Nuovi"      | Sindaco | [ 15 ] |
| giugno 2014  | maggio 2019 | Mirko Corrà       | Lista civica "Orizzonti Nuovi"      | Sindaco | [ 16 ] |
| giugno 2019  | in carica   | Angelo Campi      | Lista civica "Orizzonti Nuovi"/Lega | Sindaco | [ 17 ] |